# ایوانیس متاکساس
ایوانیس متاکساس (Ιωάννης Μεταξάς؛ ۱۲ آوریل ۱۸۷۱ – ۲۹ ژانویهٔ ۱۹۴۱) یک سیاست‌مدار و نظامی اهل یونان بود. وی سپهبدی در ارتش پادشاهی یونان بود. بعدها فاشیست شد و در دوره میان‌دوجنگ که حکومتهای ملی‌گرای افراطی در بعضی جاهای جهان، به ویژه اروپا قدرت یافته بودند، در یونان نیز حزب ملی‌گرای افراطی او بر باقی احزاب پیروز شد و رسمًا در ۱۳ آوریل ۱۹۳۶ به قدرت رسید و جرج دوم، شاه یونان او را مأمور تشکیل دولت کرد. اما اتحاد او با فاشیست‌های اروپا به جایی نرسید و در ۲۸ اکتبر ۱۹۴۰ متاکساس وادار به پذیرش خواسته‌های بنیتو موسولینی در قبال آلبانی شد که تحت‌الحمایه ایتالیا بود. با اینکه بر سر همین مسئله امپراتوری ایتالیا به یونان اعلان جنگ داد و از هوا و دریا به یونان قشون کشید ولی با پشتیبانی نیروی هوایی سلطنتی بریتانیا شکست خورد. سرانجام ایوانیس متاکساس در ۲۹ ژانویه ۱۹۴۱ درگذشت و الکساندروس کوریزیس جانشین او شد. هر چند که او نیز دوام نیاورد و حکومتش و حزبش و دربار یونان با حمله آلمان برافتادند. ایدئولوژی ملی‌گرایانه افراطی او به متاکسیسم معروف است.